# Paralampona marangaroo
Paralampona marangaroo är en spindelart som beskrevs av Norman I. Platnick 2000. Paralampona marangaroo ingår i släktet Paralampona och familjen Lamponidae.
Artens utbredningsområde är Western Australia. Inga underarter finns listade i Catalogue of Life.